# La Haye-Bellefond
La Haye-Bellefond – miejscowość i gmina we Francji, w regionie Normandia, w departamencie Manche.
Według danych na rok 1990 gminę zamieszkiwały 62 osoby, a gęstość zaludnienia wynosiła 22 osoby/km² (wśród 1815 gmin Dolnej Normandii La Haye-Bellefond plasuje się na 824. miejscu pod względem liczby ludności, natomiast pod względem powierzchni na miejscu 1051.).